# Fjodor Grigorjewitsch Wolkow

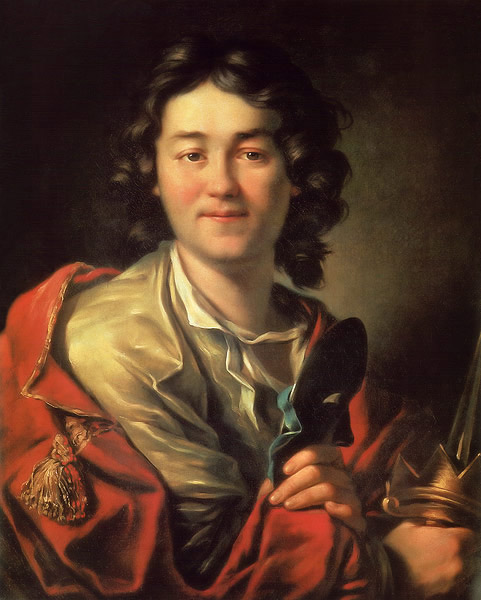
Porträt von Fjodor Wolkow

Fjodor Grigorjewitsch Wolkow (russisch Фёдор Григорьевич Волков, wiss. Transliteration Fëdor Grigorʹevič Volkov; * 9. Februarjul. / 20. Februar 1729greg. in Kostroma; † 4. Apriljul. / 15. April 1763greg. in Moskau) war ein russischer Theaterregisseur und Amateurschauspieler, der als Begründer des ersten öffentlichen Schauspielhauses im Russischen Reich gilt.

## Leben
Fjodor Wolkow wuchs in seiner Heimatstadt Kostroma und ab dem achten Lebensjahr im wolgaaufwärts gelegenen Jaroslawl auf. Er war Sohn eines wohlhabenden Kaufmanns und erhielt dank dessen schulische Bildung in Moskau. Dort machte er auch Bekanntschaft mit der Theaterkunst, als er mehrmals Gastspiele deutscher oder italienischer Theatertruppen erlebte. Der junge Fjodor Wolkow war vom Schauspiel dermaßen fasziniert, dass er fortan davon träumte, in seiner Wahlheimat Jaroslawl, damals einer überaus bedeutenden Handelsstadt, ein Schauspielhaus zu gründen. Nachdem er im Alter von 18 Jahren einen beträchtlichen Teil des Vermögens seines Stiefvaters erbte, kehrte er nach Jaroslawl zurück und begann dort eine eigene Theatertruppe aufzubauen. Im Sommer 1750 konnte das neu gebildete Kollektiv seine erste Vorstellung geben, damals noch in einem provisorisch umgebauten Lagerhaus. Ein Jahr später wurde ein eigenes Theatergebäude errichtet. Es wurden vornehmlich Stücke bekannter europäischer Dramatiker ins Russische übersetzt und inszeniert, wobei einen Großteil dieser Arbeit Wolkow selbst übernahm.
Da das Wolkowsche Theater als erste feste Einrichtung dieser Art in Russland galt – auch in den Metropolen Sankt Petersburg und Moskau gab es damals noch keine für die Allgemeinheit offenen Schauspielhäuser – wurde es relativ schnell überregional bekannt. Auch am Zarenhof erfuhr man vom Jaroslawler Theater. 1751 verfügte Kaiserin Elisabeth, die Truppe aus Jaroslawl nach Sankt Petersburg einzuberufen. Nach einer im Februar 1752 stattgefundenen Debütaufführung der Wolkowschen Truppe in Petersburg, der auch Elisabeth beiwohnte, wurde Wolkow als ein Hoffnung gebendes Nachwuchstalent aus nichtadeligen Kreisen zusammen mit einigen seiner Jaroslawler Kollegen zunächst zur Weiterbildung auf eine vornehme Militärschule geschickt. Erst nach deren Abschluss im Jahr 1756 wurde er auf Erlass der Kaiserin offiziell zum „ersten russischen Schauspieler“ ernannt, und es wurde mit dem „Kaiserlichen Russischen Theater“ die erste öffentliche Schauspielstätte in der Hauptstadt Sankt Petersburg eingerichtet. Dessen Leiter wurde zunächst der prominente Dichter und Dramatiker Alexander Sumarokow, und im Jahre 1761 übernahm Wolkow selbst diesen Posten.

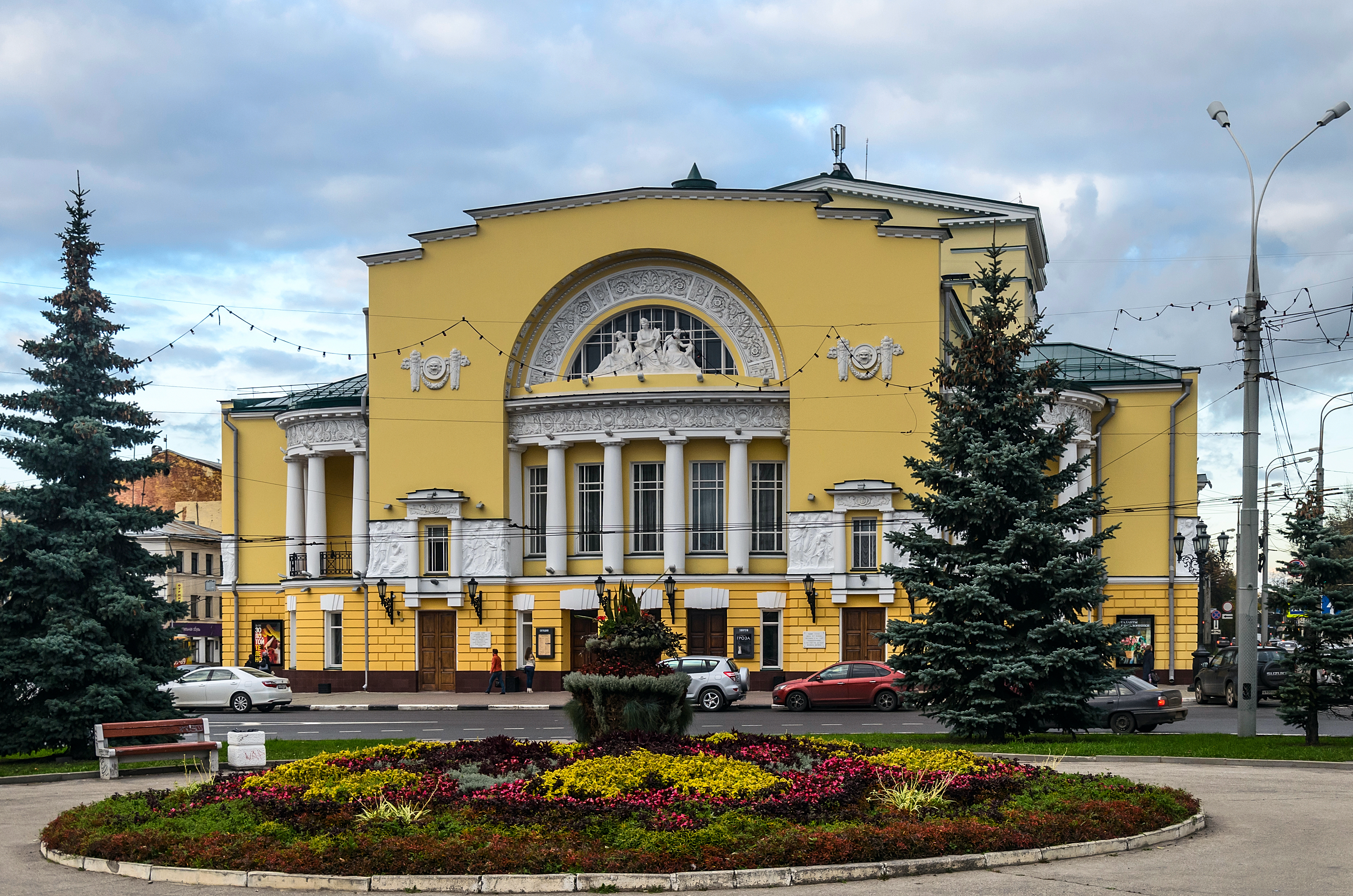
Wolkow-Theater in Jaroslawl, neues Gebäude (erbaut 1911 von N. A. Spirin)

Insgesamt verfasste Wolkow in seiner Theaterlaufbahn rund 15 Stücke, die heute allesamt vergessen sind. Als Höhepunkt seiner Karriere gilt eine feierliche Vorstellung, die er Anfang 1763 in Moskau anlässlich der Krönungszeremonie der neuen Kaiserin Katharina II. inszenierte. Diese beinhaltete unter anderem ein Katharina gewidmetes Maskenspiel namens Jubelnde Minerva sowie einen großen Karnevalsumzug. Dieses Spektakel wurde Wolkow jedoch zum Verhängnis: Während der Proben, die teilweise bei Frosttemperaturen stattfinden mussten, zog er sich eine heftige Erkältung zu und starb am 15. April im Alter von nur 34 Jahren.
Das von Wolkow gegründete Theater in Jaroslawl hörte noch bei der Einberufung der Truppe nach Petersburg auf zu existieren, erst Jahrzehnte nach Wolkows Tod entstand in Jaroslawl wieder eine ständige Bühne, für die in den 1810er-Jahren ein eigenes Gebäude errichtet und die damals auch nach Wolkow benannt wurde. Anfang des 20. Jahrhunderts, als das Wolkow-Theater sich bereits zu den renommiertesten Schauspielhäusern in Russland zählen durfte, erhielt es ein neues Gebäude im Stadtzentrum, wo es bis heute ansässig ist (auch Drama-Theater am Wolkowplatz (russisch: Ploschtschad Wolkowa) genannt). Unweit des Theaterhauses wurde 1973 ein Denkmal für dessen Gründer aufgestellt, der bis heute als Pionier des russischen Theaters gilt.